# 384584 Jenniferlawrence
384584 Jenniferlawrence este o planetă minoră (asteroid), cu un diametru de 3,53 km, din centura de asteroizi. A fost descoperită pe 16 ianuarie 2010 la Wise Observatory⁠(d) de Wide-field Infrared Survey Explorer⁠(d). 
Obiectul prezintă o orbită caracterizată de o semiaxă mare de 2,7590663619785 UAi, o excentricitate de 0,21288769996328, o înclinație de 14,845340814379 ° în raport cu ecliptica.